# Fillìa
(Fillia)
Fillìa, pseudonimo di Luigi Colombo (Revello, 3 ottobre 1904 – Torino, 10 febbraio 1936), è stato un poeta e pittore italiano.

## Biografia
Artista futurista poliedrico nell'affrontare diverse problematiche artistiche, assume il suo pseudonimo dal cognome materno. A Torino frequenta il liceo classico e comincia già giovanissimo a scrivere e a dipingere da autodidatta.

Forse presagendo la sua breve vita si muove in modo animato e attivo sul fronte delle avanguardie artistiche, il che lo porta ad abbracciare in tutto lo spirito futurista.
Nel 1922 è coautore del libretto Poesia proletaria e nel 1923 costituisce a Torino i Sindacati Artistici Futuristi, promotori di una rivoluzione proletaria in chiave futurista. 
Nel 1928 organizza il Padiglione Futurista per l'Esposizione Internazionale di Torino.
Dal 1928 soggiorna spesso a Parigi entrando in contatto con il gruppo Cercle et Carré.

Partecipa con il gruppo futurista a molte esposizioni, alle Biennali di Venezia (dal 1926 al 1934) e alle Quadriennali di Roma (1931, 1935).
La sua attività è legata fortemente alla parola, sia nel teatro che nella poesia, come autore di numerosi lavori teatrali (Sensualità, 1923), liriche (Lussuria radioelettrica, 1925) e romanzi (L'uomo senza sesso, 1927; L'ultimo sentimentale, 1927).
Si dedica anche nella pittura, con uno stile legato inizialmente all'astrazione per poi giungere a una figurazione che viene definita cosmica.
Svolge anche attività critica e storica e fonda le riviste la Città Futurista nel 1929 e La Città Nuova nel 1931.

In quest'ultimo anno cura la pubblicazione di un importante repertorio internazionale La Nuova Architettura e firma con Marinetti il Manifesto dell'arte sacra futurista.

È stata recentemente messa in evidenza una serie di suoi lavori pittorici sull'arte sacra, tema classico della tradizione italiana, rivisitato in una sperimentale chiave spirituale-meccanica futurista.
Nel 1931, sempre con Marinetti firma il Manifesto della cucina futurista ed espone alla prima Quadriennale di Roma.
Nel 1933, presso la nuova Casa d'Arte a La Spezia, inizia la pubblicazione della rivista futurista La Terra dei vivi. 
Nel 1933, con Enrico Prampolini, esegue il grande mosaico futurista Le comunicazioni all'interno della torre del Palazzo delle Poste a La Spezia. 
Altro suo lavoro musivo è Golfo della Spezia e Navi mercantili nel Municipio.
La sua opera Senza titolo, 1923, è conservata al Museo Cantonale d'Arte di Lugano.
Muore nel 1936 a Torino, città dove aveva quasi sempre vissuto ed operato, dopo una lunga malattia.

## Galleria d'immagini

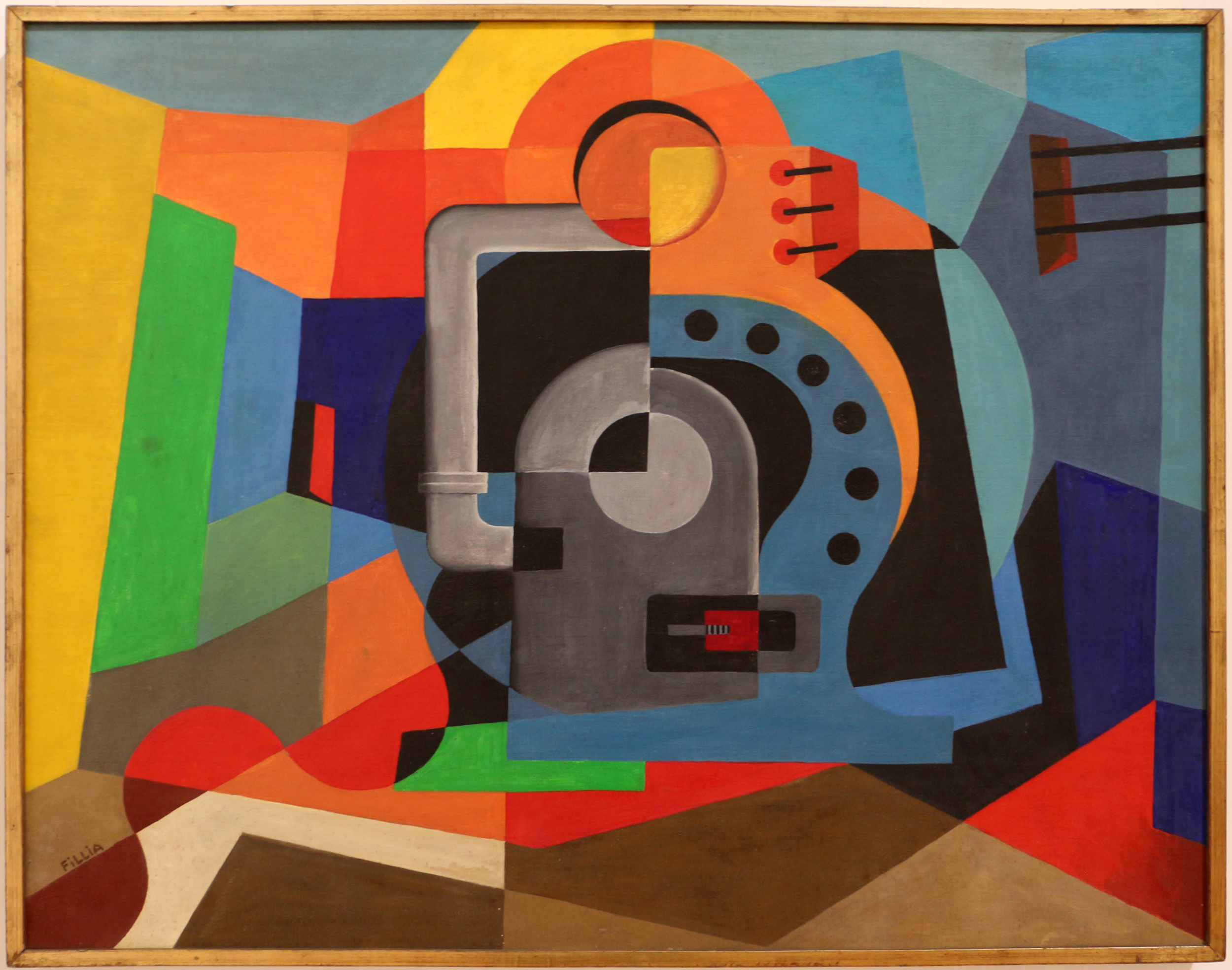
Idolo meccanico 1925-26 Galleria Nazionale d'Arte Moderna, Roma
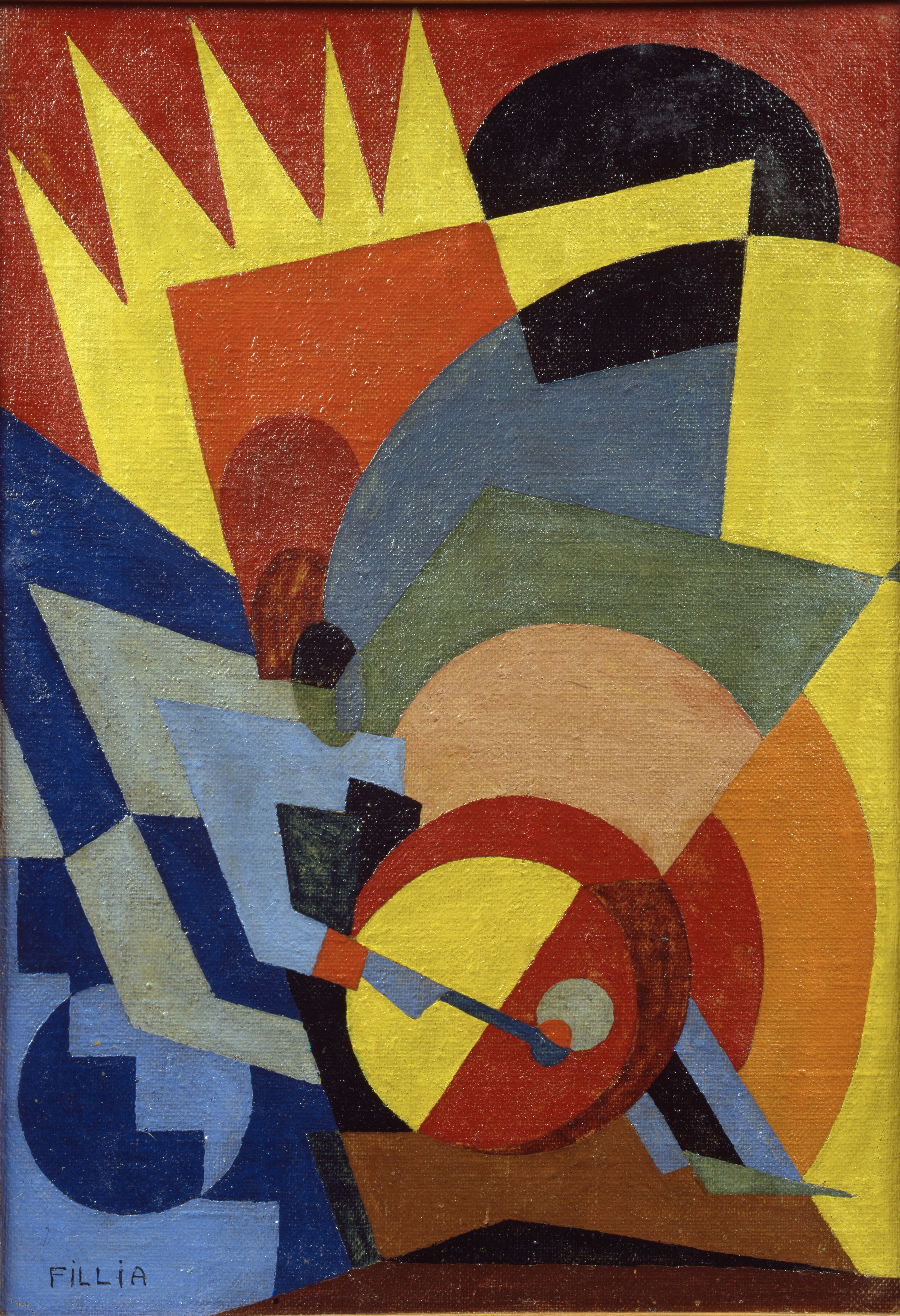
Il batterista 1927
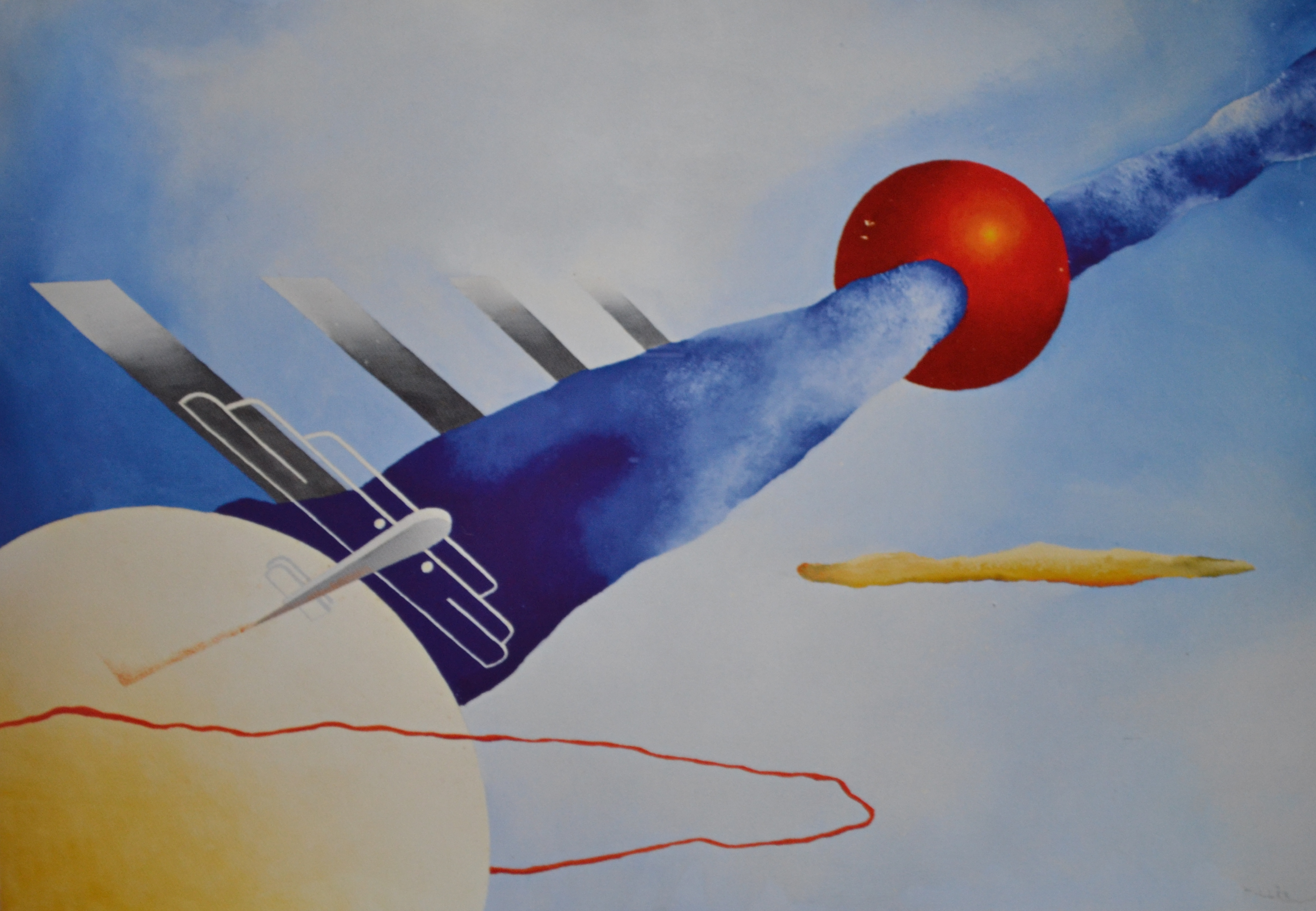
Mistero aereo 1930-31 Museo Caproni, Trento
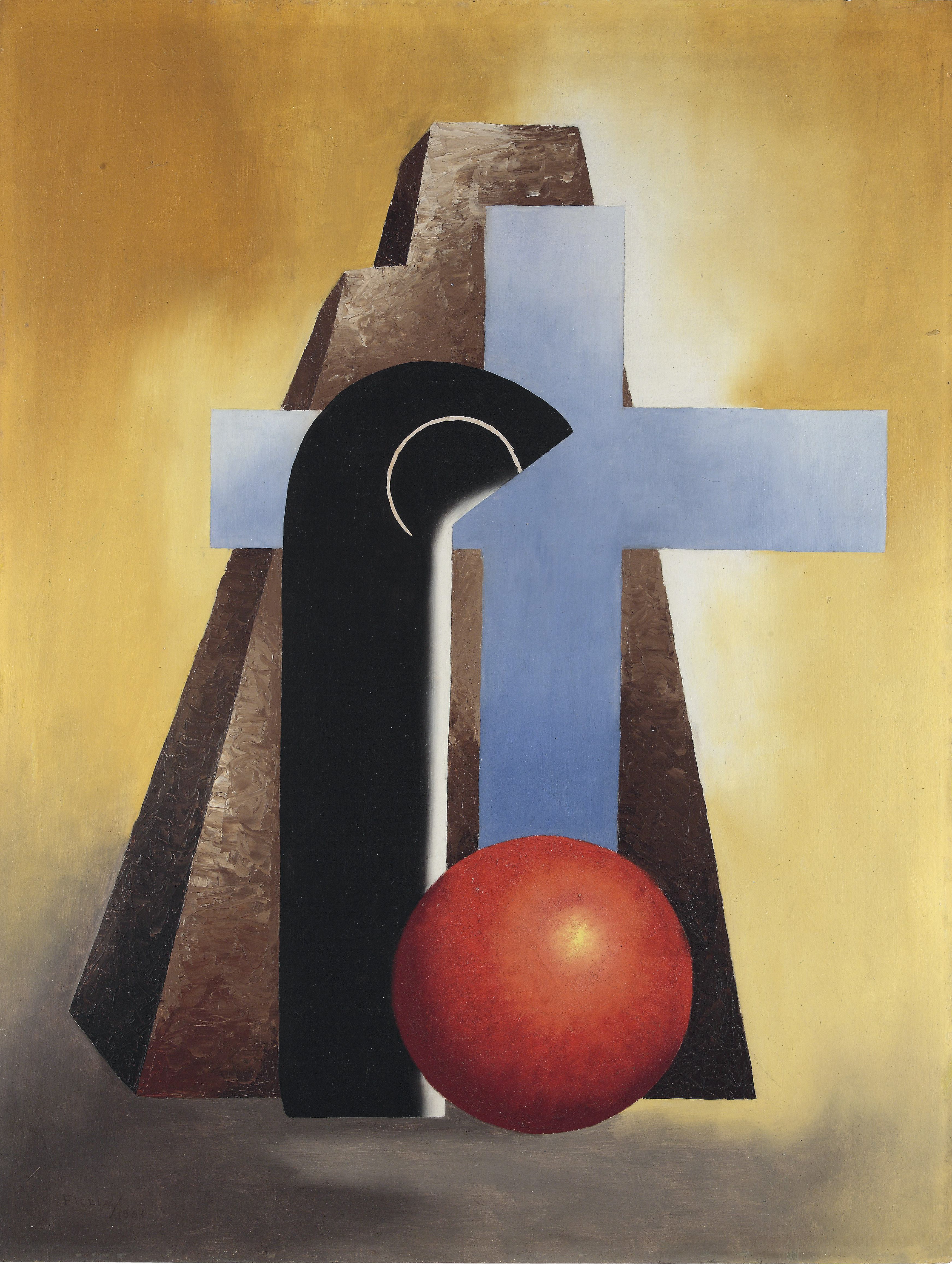
L'Adorazione 1931
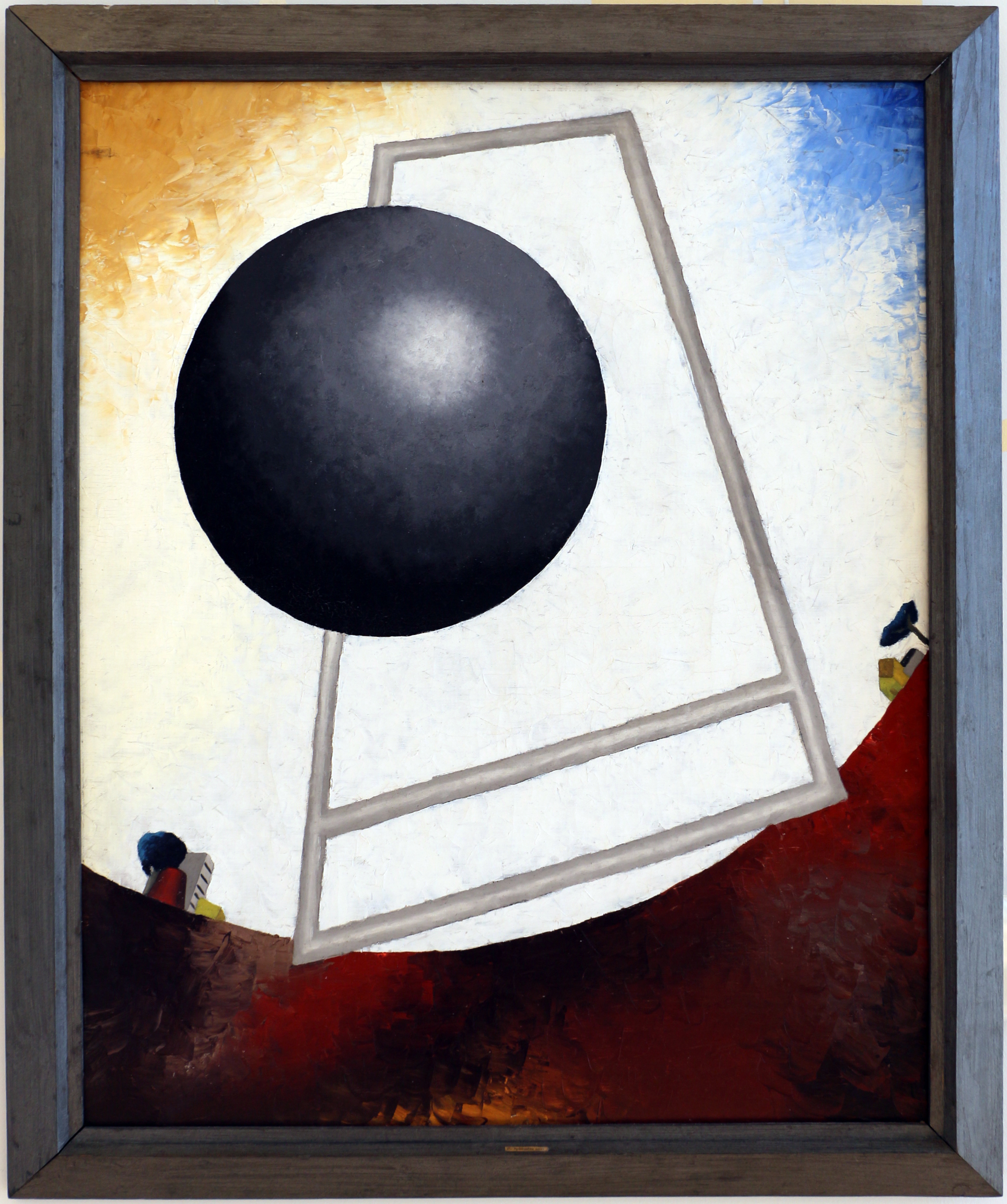
Senso di gravità 1932 Galleria d'arte moderna, Genova